# San Pedro de Curahuara
San Pedro de Curahuara est une localité du département de La Paz en Bolivie et le chef-lieu de la province de Gualberto Villarroel. Sa population s'élevait à 292 habitants en 2001.